# صورت یک زن (فیلم ۱۹۳۸)
«صورت یک زن» (سوئدی: En kvinnas ansikte) فیلمی سوئدی در سبک درام است که در سال ۱۹۳۸ منتشر شد. از بازیگران آن می‌توان به اینگرید برگمن اشاره کرد.